# Buffalo Norsemen
Die Buffalo Norsemen waren ein US-amerikanisches Eishockeyfranchise der North American Hockey League aus Buffalo, New York.

## Geschichte
Die Buffalo Norsemen wurden zur Saison 1975/76 als Franchise der North American Hockey League gegründet. In ihrer einzigen Spielzeit belegte die Mannschaft den vierten Platz der West Division. In den folgenden Playoffs um den Lockhart Cup unterlagen die Norsemen den Johnstown Jets in der ersten Runde mit 2:3 Siegen in der Best-of-Five-Serie. Anschließend stellte die Mannschaft den Spielbetrieb wieder ein.

## Saisonstatistik
| Saison  | GP | W  | L  | T | OTL | SOL | Pts | GF  | GA  | Platz    | Playoffs                       |
| 1975/76 | 74 | 30 | 44 | 0 | —   | —   | 60  | 323 | 375 | 4., West | Niederlage in der ersten Runde |

Abkürzungen: GP = Spiele, W = Siege, L = Niederlagen, T = Unentschieden, OTL = Niederlagen nach Overtime SOL = Niederlagen nach Shootout, Pts = Punkte, GF = Erzielte Tore, GA = Gegentore, PIM = Strafminuten